# Antoni Juyol i Bach
Antoni Juyol i Bach (1860-1917) fou un escultor català. Format a l'Escola de la Llotja, es va especialitzar en la interacció entre escultura i arquitectura. Poc després va obrir el seu propi taller a Barcelona, Juyol Hermanos. És conegut per haver fet part dels grups escultòrics de la Casa Amatller, encarregats per Puig i Cadafalch. També hi ha obra seva a la Casa Lleó Morera, al Palau Baró de Quadras, la Casa Navàs de Reus, o Can Garí a Argentona. El Museu Nacional d'Art de Catalunya conserva obra seva.